# I'm with You
I'm with You je v pořadí desátým albem kalifornských Red Hot Chili Peppers. Na postu kytaristy nahradil Johna Fruscianteho mladý Josh Klinghoffer. Josh byl jasná volba, říkají o něm staří členové. Album vyšlo 26. srpna 2011 u Warner Bros. Records a produkoval ho Rick Rubin. Jde o první album bez titulní písně od roku 1989, kdy vyšlo Mother's Milk. Bylo nominováno na cenu Grammy v kategorii Nejlepší rockové album, cenu však vyhrála deska Wasting Light od Foo Fighters.

## Seznam skladeb
Všechny skladby napsali Flea, Anthony Kiedis, Josh Klinghoffer a Chad Smith.
| Pořadí | Název                               | Délka |
| ------ | ----------------------------------- | ----- |
| 1.     | Monarchy of Roses                   | 4:12  |
| 2.     | Factory of Faith                    | 4:20  |
| 3.     | Brendan's Death Song                | 5:38  |
| 4.     | Ethiopia                            | 3:50  |
| 5.     | Annie Wants a Baby                  | 3:40  |
| 6.     | Look Around                         | 3:28  |
| 7.     | The Adventures of Rain Dance Maggie | 4:42  |
| 8.     | Did I Let You Know                  | 4:21  |
| 9.     | Goodbye Hooray                      | 3:52  |
| 10.    | Happiness Loves Company             | 3:33  |
| 11.    | Police Station                      | 5:35  |
| 12.    | Even You Brutus?                    | 4:01  |
| 13.    | Meet Me at the Corner               | 4:21  |
| 14.    | Dance, Dance, Dance                 | 3:45  |